# TAR-syndroom
Het TAR-syndroom (Trombocytopenia Absent Radius-syndroom) is een zeer zeldzame aangeboren afwijking als gevolg van een afwijking in chromosoom RBM8A[dode link]. De aandoening wordt meestal in de eerste levensweek vastgesteld.
Het is een vorm van de 1q21.1 copynumbervariaties. In de naamaanduiding van dit type copynumbervariaties staat de '1' voor chromosoom 1, de 'q' voor het lange deel van het chromosoom , '21.1' voor de band waarin de afwijking zich bevindt.

## Oorzaak van het syndroom
Meiose is het proces van het delen van cellen bij mensen. Bij meiose worden de chromosoomparen gesplitst en wel zo dat van ieder paar één vertegenwoordiger naar een dochtercel gaat. Hierdoor wordt, per cel, het aantal chromosomen gehalveerd, terwijl ieder kenmerk (gen) toch nog aanwezig blijft. Wat de informatie voor elk kenmerk inhoudt, wordt louter door het toeval bepaald.
Naast het toevalsproces voor wat betreft de kenmerken, vindt er een tweede toevalsproces plaats. In dit tweede toevalsproces worden er in het DNA op een willekeurige manier stukjes DNA weggelaten (deletie), toegevoegd (duplicatie), verplaatst (translocatie) en omgedraaid (inversie). Dit proces vindt plaats om meer genetische verschillen tussen mensen aan te brengen. Dit proces verklaart waarom zelfs een eeneiige tweeling genetisch niet 100% gelijk is.
Probleem van het tweede toevalsproces is dat er genetische fouten kunnen ontstaan rond de conceptie. Door met name de deletie en de duplicatie kunnen chromosomen korter of langer worden. Het resultaat van een spontane verandering in de structuur van DNA is een zogenoemde copynumbervariatie. Als dit gebeurt rond de conceptie, ontstaat er uit deze eerste cel een mens met een genetische variatie. Dit kan zowel positief als negatief uitvallen. In positieve gevallen ontstaat er een mens uit die in staat is tot een bijzondere vaardigheid die positief wordt beoordeeld, bijvoorbeeld in sport of wetenschap. In negatieve gevallen kun je te maken krijgen met een syndroom of een ernstige handicap, zoals in dit geval het TAR-syndroom.
TAR-syndroom wordt veroorzaakt door een bijzondere afwijking in het regulerende gebied van chromosoom RBM8A, die maakt dat één chromosoom minder functioneert dan het zou moeten doen en het andere chromosoom een zogenoemde nul-allel heeft, waardoor dit stukje chromosoom niet functioneert. Dit leidt tot een probleem in het Exon Junction complex, wat doorwerkt in het mRNA.
Op basis van het meiose-proces kan het syndroom op twee manieren ontstaan.
- 1. een spontane afwijking (een de-novosituatie): het samen gaan van twee chromosomen met een copynumbervariatie als gevolg van het meiose-proces.
- 2. één of beide ouders zijn zonder het te weten drager van een chromosoom met een deel van een copynumbervariatie en geven deze bij de conceptie door aan het kind.

## Opbouw 1q21.1

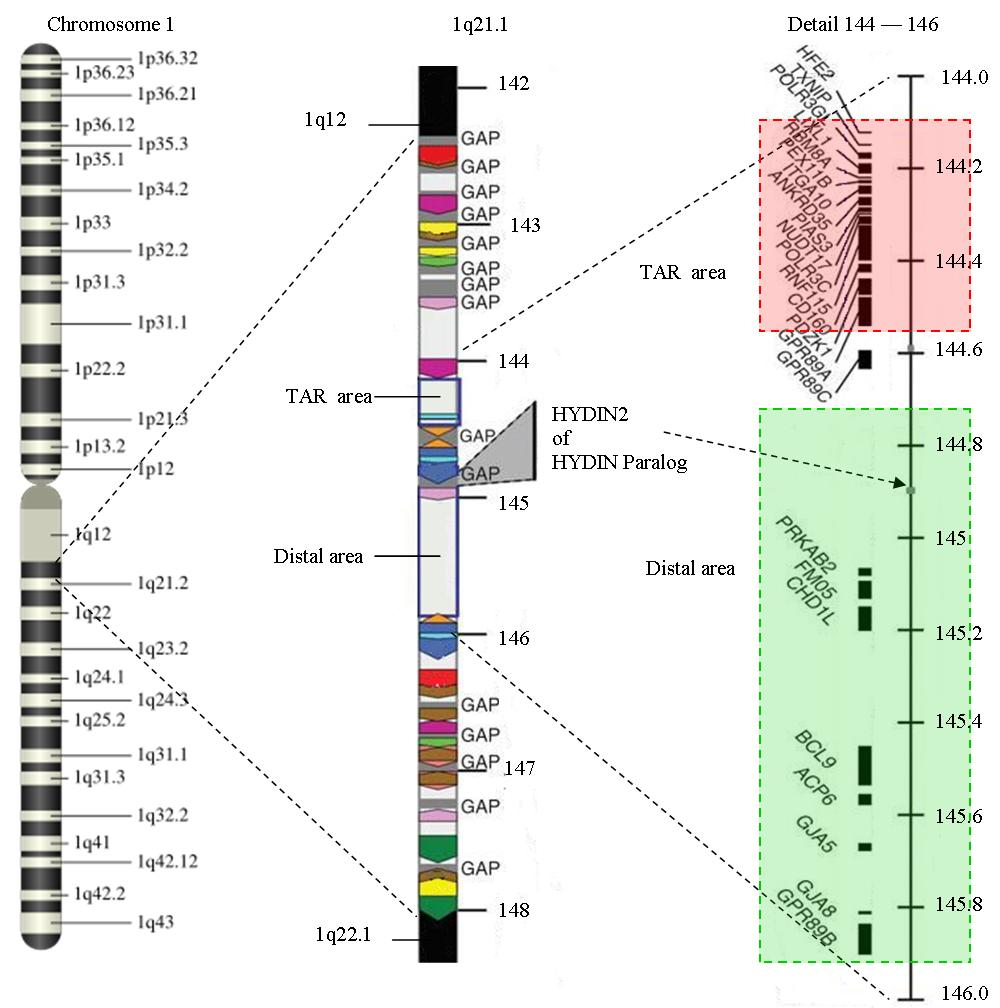
De indeling van 1q21.1

De structuur van 1q21.1 is uiterst complex. Het gebied van 1q21.1 heeft een grootte van ongeveer 6 Megabase (Mb) (van 141.5 Mb tot 147.9 Mb). Er zijn binnen 1q21.1 twee gebieden aan te wijzen waar een deletie zich kan voordoen: het proximale gebied of TAR-gebied (van 144.1 tot 144.5 Mb) en het distale gebied (van 144.7 tot 145.9). Het TAR-syndroom betreft een mutatie in het proximale gebied van de 1q21.1 band. De afwijking is veelal onderdeel van een 1q21.1 proximale deletie. In meer zeldzame gevallen wordt de afwijking ook wel gezien als onderdeel van een zogenoemde Class II-deletie op het distale gebied van 1q21.1. 1q21.1 kent meerdere herhalingen van dezelfde structuur (zie in afbeelding de gelijkgekleurde gebieden in de middelste kolom). Slechts 25% van de structuur is niet gedupliceerd. Daarnaast zijn er verschillende gaten (gaps) in de sequentie die nog niet nader zijn ingevuld, waardoor de begin- en eindpunten van een deletie niet goed zijn vast te stellen. Vijftien van deze gaps moeten nog in beeld worden gebracht. Het gaat in totaal om 700 kilobase, waarvan nog wordt vermoed dat hierin genen kunnen liggen. Het gebied wordt in de literatuur een van de moeilijkste delen van het menselijk genoom genoemd om in kaart te brengen.
Doordat er veel herhalingen zijn in 1q21.1 is de kans groter op een ongelijke crossing-over bij meiose, waardoor er delen van het chromosoom verloren kunnen gaan.

## Symptomen
Waargenomen zijn tot nu toe bij het TAR-syndroom:
- trombocytopenie(een verminderd aantal plaatjes in het bloed)
- bloedingen in met name het eerste levensjaar, die afnemen met het ouder worden
- Dysmorphieën: het ontbreken van het spaakbeen in armen of andere defecten aan de armen

Het is niet duidelijk in hoeverre de symptoomlijst compleet is, aangezien het syndroom veelal voorkomt in combinatie met een 1q21.1 proximale deletie.
De afwijking is autosomaal recessief. Voorwaarde is dat het nul-allel aanwezig is.